# Villebois
Villebois és un municipi francès situat al departament de l'Ain i a la regió d'Alvèrnia-Roine-Alps. L'any 2007 tenia 1.098 habitants.

## Demografia

### Població
El 2007 la població de fet de Villebois era de 1.098 persones. Hi havia 441 famílies de les quals 121 eren unipersonals (86 homes vivint sols i 35 dones vivint soles), 117 parelles sense fills, 164 parelles amb fills i 39 famílies monoparentals amb fills.
La població ha evolucionat segons el següent gràfic:
Habitants censats

### Habitatges
El 2007 hi havia 581 habitatges, 449 eren l'habitatge principal de la família, 61 eren segones residències i 72 estaven desocupats. 553 eren cases i 25 eren apartaments. Dels 449 habitatges principals, 352 estaven ocupats pels seus propietaris, 84 estaven llogats i ocupats pels llogaters i 13 estaven cedits a títol gratuït; 1 tenia una cambra, 21 en tenien dues, 83 en tenien tres, 114 en tenien quatre i 229 en tenien cinc o més. 322 habitatges disposaven pel capbaix d'una plaça de pàrquing. A 177 habitatges hi havia un automòbil i a 243 n'hi havia dos o més.

### Piràmide de població
La piràmide de població per edats i sexe el 2009 era:
| Homes | Edats   | Dones |
| ----- | ------- | ----- |
| 0     | 95 o +  | 0     |
| 0     | 90 a 94 | 4     |
| 0     | 85 a 89 | 16    |
| 4     | 80 a 84 | 8     |
| 28    | 75 a 79 | 40    |
| 24    | 70 a 74 | 20    |
| 12    | 65 a 69 | 16    |
| 24    | 60 a 64 | 8     |
| 16    | 55 a 59 | 16    |
| 36    | 50 a 54 | 28    |
| 20    | 45 a 49 | 20    |
| 40    | 40 a 44 | 44    |
| 36    | 35 a 39 | 32    |
| 60    | 30 a 34 | 48    |
| 28    | 25 a 29 | 12    |
| 20    | 20 a 24 | 20    |
| 36    | 15 a 19 | 32    |
| 52    | 10 a 14 | 32    |
| 36    | 5 a 9   | 24    |
| 32    | 0 a 4   | 4     |

## Economia
El 2007 la població en edat de treballar era de 736 persones, 565 eren actives i 171 eren inactives. De les 565 persones actives 518 estaven ocupades (297 homes i 221 dones) i 47 estaven aturades (18 homes i 29 dones). De les 171 persones inactives 68 estaven jubilades, 39 estaven estudiant i 64 estaven classificades com a «altres inactius».

### Ingressos
El 2009 a Villebois hi havia 460 unitats fiscals que integraven 1.138,5 persones, la mediana anual d'ingressos fiscals per persona era de 17.843 €.

### Activitats econòmiques
Dels 36 establiments que hi havia el 2007, 1 era d'una empresa extractiva, 1 d'una empresa alimentària, 1 d'una empresa de fabricació d'altres productes industrials, 11 d'empreses de construcció, 7 d'empreses de comerç i reparació d'automòbils, 2 d'empreses de transport, 2 d'empreses d'hostatgeria i restauració, 1 d'una empresa financera, 1 d'una empresa immobiliària, 2 d'empreses de serveis, 2 d'entitats de l'administració pública i 5 d'empreses classificades com a «altres activitats de serveis».
Dels 17 establiments de servei als particulars que hi havia el 2009, 1 era una oficina de correu, 1 taller de reparació d'automòbils i de material agrícola, 2 paletes, 1 guixaire pintor, 3 fusteries, 3 lampisteries, 1 electricista, 2 perruqueries, 1 restaurant, 1 agència immobiliària i 1 saló de bellesa.
Dels 2 establiments comercials que hi havia el 2009, 1 era una botiga de més de 120 m² i 1 una botiga de menys de 120 m².
L'any 2000 a Villebois hi havia 9 explotacions agrícoles que ocupaven un total de 184 hectàrees.

## Equipaments sanitaris i escolars
El 2009 hi havia una escola elemental.

## Poblacions més properes
El següent diagrama mostra les poblacions més properes.